# Pena de morte em Liechtenstein
A pena de morte foi completamente abolida em Liechtenstein. Foi abolida por assassinato em 1987 e por traição em 1989.
A última sentença de morte foi pronunciada em 1977, quando um homem de 42 anos foi condenado a ser enforcado pelos assassinatos em 1976 de sua esposa e dois filhos; a sentença foi posteriormente comutada por Franz Josef II para quinze anos de prisão.
A última execução ocorreu em 1785, quando uma mulher sem-teto de 41 anos, de Altenstadt, em Feldkirch, foi decapitada com um machado por roubo e furto.